# 番組基準
番組基準（ばんぐみきじゅん）とは、日本の放送法第5条に定められた、放送事業者（一部を除く）が制定・公表することが義務づけられている放送番組の編集基準（放送コード）のことである。
この項目では同基準自体の概要および、これに基づく自主規制のあり方自体について説明する。具体的な規制例や、あらかじめ例外的に法律で放送してはいけないと定められている内容に関する事項については放送禁止#日本における放送禁止の対象参照。

## 概要

### 沿革
1923年、日本のラジオ放送開始に先立って、放送番組の実施に関する規制「放送用私設無線電話規則」が定められた。この規則が定めていたのは逓信省による放送内容の事前検閲であった。このほか、多くの行政規則が放送事業を縛っていた（放送禁止事項参照）。
戦後日本における放送番組に関する基準制定の嚆矢は、1945年9月22日にGHQによって指令された「SCAPIN-43 日本に与うる放送準則」、通称「ラジオコード」であった。ただし、この指令は進駐軍に関する報道が一切禁じられるなど、依然検閲の要素を含んでいた。
1950年（昭和25年）の放送法制定の際、3条に検閲を禁じる「放送番組編集の自由」に関する条文が設けられたが、この自由を担保するための明文化した基準を制定することは求められていなかった。しかし民間放送、とくに民放テレビの開局以降、ドラマ・映画・プロレス中継等のアクション描写が青少年非行につながるのではないかという懸念や、「一億総白痴化論」に代表されるような低俗番組批判に放送界全体がさらされるようになった。
そんな中、就任したばかりの郵政大臣・田中角栄が1957年9月16日の第26回国会衆議院逓信委員会において、前の月の失言（番組内容を審査するための機関を郵政省内に設置する構想を新聞上で表明し、政府による言論介入と批判を浴びた）の釈明の形で、すべての放送事業者に「自主的に番組審議会等を作っていただきたい」という異例の呼びかけを行った。この発言の前後から、放送事業者では、すでに政府の先手を打つように、放送番組に関する独自基準が整いつつあった。
1959年（昭和34年）の放送法改正によって、放送事業者が番組基準を設けることが初めて明文化された。
日本民間放送連盟（民放連）および日本ケーブルテレビ連盟（JCTA）では、加盟局全体に準用するための「放送基準」を策定し、各局は「番組基準」として「（民放連／JCTA）放送基準に準拠する」と明記した条文を制定することで一体的に対応している（例→）。

#### 制定歴
- 1950年（昭和25年） - 6月1日、放送法施行。
- 1951年（昭和25年） - 10月12日、民放連が自主的に「ラジオ放送基準」を策定[9][10]。
- 1958年（昭和33年） - 1月21日、民放連が自主的に「テレビ放送基準」を策定[4][10][11]。
- 1959年（昭和34年）
  - 3月23日、改正放送法施行。日本放送協会（NHK）および、当時の旧一般放送事業者（地上波民間放送の全事業者に相当）に番組基準制定が義務づけられた[5]。
  - 7月21日、NHKが番組基準を策定[12]。
- 1970年（昭和45年） - 1月22日、民放連が「ラジオ放送基準」「テレビ放送基準」を「放送基準」に統一。4月施行[10]。
- 1988年（昭和63年） - 放送法および有線テレビジョン放送法改正[13]によりNHKおよび、当時の旧一般放送事業者（自主放送を行うケーブルテレビ事業者含む）に番組基準制定が義務づけられた。
- 2010年（平成22年） - 放送法[14]・放送法施行規則改正[15]により、基幹放送事業者（一部を除く）および一般放送事業者に番組基準制定が義務づけられた。

### 規制
放送事業者は、放送番組の種別や、放送の対象に応じて番組基準を策定し、これに基づき、放送番組を制作しなければならない。なお、その策定や改定に際しては、放送法6条に基づき、各事業者の放送番組審議機関（＝放送番組審議会）に諮問しなければならない。
その公表については、総務省令放送法施行規則4条に基づき、放送だけでなく、「事務所への備置き」、インターネットの利用など、「できるだけ多くの公衆が知ることができる方法」によって行われなければならない。
なお放送法8条・88条・146条および放送法施行規則7条に基づき、基幹放送事業者のうち受信障害対策中継放送用中継局・臨時目的放送局・放送大学、そして届出一般放送事業者は、番組基準の制定義務を負わない。
放送法8条および放送法施行規則7条においては、以下の放送内容について番組基準を適用しないものとしている。
- 道路交通情報
- コマーシャルメッセージ（CM）、番組宣伝
- 囲碁・将棋に関する番組
- データ放送、電子番組ガイド

ただしCMに関しては、民放連およびJCTAが放送基準において自主規制を定めている（コマーシャルメッセージ#日本のCM規制参照）。

## 主な内容
- 人権の尊重
  - 特定の個人・団体の名誉や信用を損なわないこと
  - 特定の人種、宗教、性別・性指向、職業、その他の境遇などを差別的に扱わないこと
  - 国際親善を妨げないこと
- 法令の遵守
  - 政治的に公平であること
  - 係争中の事件に関する審理に混乱を与えないこと
- 社会の安定
  - 社会で意見が対立している問題について、多角的に扱うこと
  - 社会常識や公衆道徳に反するような言動を描写する際、共感を招かないこと
  - 人命を軽視しないこと
    - 医療・公衆衛生に関して医学・衛生学上正しい知識に基づくこと

  - 犯罪行為を是認したり、模倣を招いたりするような描写をしないこと
    - 賭博、麻薬、売買春、誘拐・人身売買、武器使用などを肯定的に取り扱わないこと

  - 性に関する問題に関して、放送対象者に困惑や不快を与えず、過度に刺激的にしないこと
    - 不健全な性関係を魅力的に取り扱わないこと
- 表現のあり方
  - 特定の対象に呼びかける通信・通知を行わないこと
    - 放送局が関知しない私的な勧誘を行わないこと

  - わかりやすい言葉を用い、身振りを含め下品な表現を避けること
    - 方言を用いる際、現実の話者に不快を与えないよう配慮すること

  - 放送内容について、放送対象者の生活時間帯の差に配慮すること
  - 卑猥な言語・身体表現を行わないこと
    - 裸体を原則として扱わないこと

  - 放送対象者に不快・不安・動揺・恐怖を与えるような表現は避け、報道などの場合は慎重に取り扱うこと
    - 肉体の苦痛に関する表現、残忍・陰惨な表現は詳細・誇大を避け、児童や青少年に配慮すること
      - 暴力表現は肯定的に扱わず、最小限にとどめること
      - 自殺に関する表現は慎重に行うこと

  - 迷信や非科学的な事項を断定的に扱わないこと
  - 放送対象者の精神・身体に影響を及ぼす映像表現（パカパカ、サブリミナル効果など）を用いないこと
  - フィクションにおける演出上、ニュース・天気予報などを表現する際は、事実と混同しないよう配慮すること
- 放送種別ごとの基準
  - 報道番組
    - 事実に基づき、客観的であること
    - 事実と意見を分離し、それぞれの出所を明らかにすること
    - 報道によって個人のプライバシーや自由を損なわないこと

  - 教養番組・教育番組
    - 番組内容が放送対象者にとって有益かつ適切であること
    - 放送対象者の教養の向上に役立つこと
    - 学術的な倫理や標準に従って制作すること

  - 児童向け番組
    - 健全な社会通念に照らし、児童の品位や精神を損なう内容を放送しないこと

  - 娯楽番組
    - 懸賞について、放送対象者が番組に参加する機会を広く均等に与えること
      - 募集要項および審査基準を明確にすること

    - 報酬・賞品をともなう場合、過度に射幸心を刺激せず、虚偽の表現をしないこと
- 内容の訂正
  - 事実に反する内容があった場合、すみやかに訂正すること